# 全国学校給食週間
全国学校給食週間（ぜんこくがっこうきゅうしょくしゅうかん）とは、学校給食の意義や役割について児童生徒や教職員、保護者、地域住民の理解と関心を深めるための週間。

## 概要
1950年（昭和25年）に文部省が通知した「全国学校給食週間の開催」により毎年1月24日から1月30日と定められ、1951年（昭和26年）から実施されている。これは、学校給食記念日である12月24日が多くの地域で冬休み期間に当たるため、1か月後の1月24日から1週間としたことによる。